# Liste du patrimoine immobilier classé de Libramont-Chevigny
Cette page regroupe l'ensemble du patrimoine immobilier classé de la commune belge de Libramont-Chevigny.
| Objet | Année de construction / Architecte | Adresse          | Section communale | Coordonnées                      | Numéro d’inventaire | Illustration                     |
| --- | ---------------------------------- | ---------------- | ----------------- | -------------------------------- | ------------------- | -------------------------------- |
| Édifice rural sis à Remagne (actuellement ferme)                                                                      |                                    | Rue du Centre, 6 | Remagne           | 49° 58′ 35″ nord, 5° 29′ 36″ est | 84077-CLT-0001-01   | Image manquanteTéléverser        |
| Église Saint-Pierre (M) et ensemble formé par ladite église et le cimetière qui l'entoure avec son mur de clôture (S) |                                    |                  | Saint-Pierre      | 49° 54′ 13″ nord, 5° 23′ 17″ est | 84077-CLT-0002-01   | Église Saint-Pierre et cimetière |
| Étangs de Luchy (+BERTRIX/Orgéo)                                                                                      |                                    |                  |                   | 49° 53′ 29″ nord, 5° 18′ 53″ est | 84077-CLT-0003-01   | Image manquanteTéléverser        |